# Classificació dels virus

Esquema de la classificació de Baltimore amb les "vies" que utilitza cada grup de virus per a sintetitzar l'ARNm.

La classificació dels virus consisteix a situar i ordenar taxonòmicament els virus. Com ja succeeix en els organismes més petits la classificació no és gens fàcil. En el cas dels virus la classificació encara és més costosa, ja que els virus, estrictament, no se'ls pot considerar éssers vius, ni tampoc absolutament éssers inerts. A més a més, la seva possible classificació és impossible de compatibilitzar amb la classificació tradicional dels organismes cel·lulars. Per aquestes raons, la classificació vírica és avui dia tema de debat i discussió entre diferents idees i propostes, que tenen en compte uns o altres criteris. Els criteris més importants a l'hora de classificar són caràcters fenotípics, però no exclusivament. Els principals són els següents: morfologia, tipus d'àcid nucleic emprat per a guardar la informació genètica, mode de replicació, tipus d'hoste i alteracions que provoquen en aquest. Els criteris reals utilitzats varien segons el tàxon i poden ser incoherents (llindars de semblança arbitraris) o, de vegades, aliens a la línia (geografia). La qüestió, per a molts, encara no està resolta.
El 1982, l'ICTV (Comitè Internacional de Taxonomia de Virus) va començar a definir una espècie com "un cúmul de soques" amb qualitats identificatives úniques. El 1991, es va adoptar el principi més específic que consisteix en el fet que una espècie de virus és una classe de virus que comparteixen un gran nombre de característiques, que constitueix un llinatge replicant i que ocupa un nínxol ecològic particular. Al juliol de 2013, la definició de l'ICTV d'espècies va canviar més per un tipus d'estat: "Una espècie és un grup monofilètic de virus les propietats de les quals es poden distingir de les d'altres espècies per múltiples criteris." Els virus són entitats físiques reals produïdes per l'evolució biològica i la genètica, mentre que les espècies de virus i els tàxons superiors són conceptes abstractes produïts pel pensament racional i la lògica. La relació virus-espècie representa, per tant, la primera línia de la interfície entre la biologia i la lògica.
Les dues classificacions més acceptades són la classificació de Baltimore i la classificació de l'ICTV.

## Classificació de Baltimore

Classificació de Baltimore dels virus, basada en l'obtenció de l'ARNm a partir del genoma del virus. Les classes III-VII són virus d'ARN.

Aquest sistema va ser ideat pel biòleg David Baltimore, guanyador del Premi Nobel De Medicina de 1975. El sistema es basa en la manera en què els virus tenen la informació genètica, i els divideix en els set grups següents, que s'anomenen amb nombres romans.
- Grup I: virus amb doble cadena d'ADN: virus d'ADN bicatenari o dsDNA (anglès).
- Grup II: virus amb una sola cadena (o cadena simple) d'ADN: virus d'ADN monocatenari o ssDNA (anglès).
- Grup III: virus amb una doble cadena d'ARN: virus d'ARN bicatenari o dsRNA (anglès).
- Grup IV: virus amb una sola cadena d'ARN en sentit positiu: virus d'ARN monocatenari positiu o (+)ssRNA (anglès).
- Grup V: virus amb una sola cadena d'ARN en sentit negatiu: virus d'ARN monocatenari negatiu o (-)ssRNA (anglès).
- Grup VI: virus amb una sola cadena d'ARN i amb transcriptasa inversa: virus d'ARN monocatenari retrotranscrit o ssRNA-RT (anglès).
- Grup VII: virus amb doble cadena d'ADN circular i amb transcriptasa inversa: virus d'ADN bicatenari retrotranscrit o dsDNA-RT (anglès).

Visualització dels set grups de virus d'acord amb la classificació de Baltimore

## Classificació de l'ICTV
L'ICTV és el Comitè Internacional de Taxonomia de Virus. Va ser ideat per implementar una normativa que classifiqués virus als principis dels anys noranta. Segons l'ICTV els virus es classifiquen de la manera següent:
Ordre (-virales)
Família (-viridae)
Subfamília (-virinae)
Gènere (-virus)
Espècie (-virus)
Com s'aprecia, aquest model segueix l'estructura de l'esquema de tàxon.
El tàxon d'ordre és molt nou i encara no s'ha definit amb prou claredat, i per això fins al moment només se n'han definit tres. El tàxon família està format per 80 famílies que encara no estan del tot ben classificades. El total d'espècies de virus conegudes és aproximadament 4.000.

## Classificació vírica

### Virus d'ADN
| Família          | Gènere                                                                                          | Presència de càpsida (Sí/No) | Tipus de càpsida | Tipus de material genètic |
| ---------------- | ----------------------------------------------------------------------------------------------- | ---------------------------- | ---------------- | ------------------------- |
| 1.Adenoviridae   | Adenovirus                                                                                      | No                           | Icosaèdrica      | Doble cadena              |
| 2.Papovaviridae  | Papillomavirus                                                                                  | No                           | Icosaèdrica      | Doble cadena circular     |
| 3.Parvoviridae   | B19 virus                                                                                       | No                           | Icosaèdrica      | Cadena simple             |
| 4.Herpesviridae  | Virus de l'herpes simplex, virus de la varicel·la zòster, Cytomegalovirus, virus d'Epstein-Barr | Sí                           | Icosaèdrica      | Doble cadena              |
| 5.Poxviridae     | Virus de la verola, Vaccinia virus                                                              | Sí                           | Complexa         | Doble cadena              |
| 6.Hepadnaviridae | Virus de l'hepatitis B                                                                          | Sí                           | Icosaèdrica      | Doble cadena circular     |
| 7.Circoviridae   | Circovirus, Gyrovirus                                                                           | No                           | Icosaèdrica      | Cadena simple circular    |

### Virus d'ARN
| Família           | Gènere                                                                   | Presència de càpsida (Sí/No) | Tipus de càpsida | Tipus de material genètic |
| ----------------- | ------------------------------------------------------------------------ | ---------------------------- | ---------------- | ------------------------- |
| 1.Reoviridae      | Reovirus, Rotavirus                                                      | No                           | Icosaèdrica      | Doble cadena              |
| 2.Picornaviridae  | Virus de la pòlio, Rhinovirus, virus de l'hepatitis A                    | No                           | Icosaèdrica      | Cadena simple             |
| 3.Caliciviridae   | Norovirus, virus de l'hepatitis E                                        | No                           | Icosaèdrica      | Cadena simple             |
| 4.Togaviridae     | Virus de la rubèola                                                      | Sí                           | Icosaèdrica      | Cadena simple             |
| 5.Arenaviridae    | Virus de la coriomeningitis limfocítica                                  | Sí                           | Complexa         | Cadena simple             |
| 6.Retroviridae    | VIH                                                                      | Sí                           | Complexa         | Cadena simple             |
| 7.Flaviviridae    | virus del dengue, virus de l'hepatitis C, virus de la febre groga        | Sí                           | Complexa         | Cadena simple             |
| 8.Ortomixoviridae | Virus de la grip                                                         | Sí                           | Helicoide        | Cadena simple             |
| 9.Paramixoviridae | Virus del xarampió, virus de la parotiditis, virus sincitial respiratori | Sí                           | Helicoide        | Cadena simple             |
| 10.Buniaviridae   | Virus de l'encefalitis de Califòrnia, Hantavirus                         | Sí                           | Helicoide        | Cadena simple             |
| 11.Rabdoviridae   | Virus de la ràbia                                                        | Sí                           | Helicoide        | Cadena simple             |
| 12.Filoviridae    | Virus d'Ebola, Marburgvirus                                              | Sí                           | Helicoide        | Cadena simple             |
| 13.Coronaviridae  | Coronavirus                                                              | Sí                           | Complexa         | Cadena simple             |
| 14.Astroviridae   | Astrovirus                                                               | No                           | Icosaèdrica      | Cadena simple             |
| 15.Bornaviridae   | Bornavirus                                                               | Sí                           | Helicoide        | Cadena simple             |